# 特木其勒圖

南蒙古異議人士所用的代表旗幟「蒙古青旗」

特木其勒圖（拉丁化：Temtselt Shobshuud 或 Temtsiltu Shobtsood，1956年8月8日—），或稱滕吉勒吐，漢名席海明，蒙古族，原籍哲理木盟奈曼旗。畢業於內蒙古大學歷史系，曾組織1981年內蒙古學生運動，在1990年蒙古民主革命後流亡至蒙古國，1991年赴德國，為內蒙古人權保衛同盟主席，現任內蒙古人民黨主席。其妻陶利曾於1998年於北京機場被扣押遣返德國。

## 內蒙古人民黨
1980年代，特木其勒圖及哈達等異議人士在呼和浩特就讀大學時，組織1981年內蒙古學生運動，並討論成立蒙古族政黨，並參考歷史上的內蒙古人民革命黨，稱「内蒙古人民黨」。
1997年3月與族人在美國成立內蒙古人民黨，該黨的組織章程表明要實現與中國的邦聯，結束中國共產黨「在內蒙古的殖民統治」，最終目標是實現內蒙古的獨立。捍衛和改善內蒙古的人權狀況則為該黨當前的主要任務之一，並重視與加強和西藏、東突厥斯坦、台灣民族独立运动的合作。特木其勒圖獲推舉為主席，發表《告內蒙古人民同胞書》，內容指蒙古在歷史上是一個完整的獨立國家，有土地、人民、政治組織、民族意識。抗議中國共產黨與中國人民解放軍從1947年起推行的大漢族主義民族壓迫政策，鎮壓一切反抗者，並極力地改變蒙古人原有的文化傳統和風俗習慣。蒙古人被武力征服了，但蒙古人沒有屈服，蒙古人應為蒙古人的自由而奮鬥，蒙古人的前途命運必須由蒙古人來掌握決定。

## 國際發聲
特木其勒圖於2011年內蒙古抗議示威事件時表示：蒙古人是遊牧民族，但他們賴以生存的草原長期以來被逐步剝奪、濫開礦產，民眾無法生存，積累民怨極深，抗議也被汽車壓死，已經觸及爆發點。「幾十年來，蒙族人一直被歧視……我們不能再忍受。我們雖不喊獨立，但我們要求尊嚴，要求保護我們基本的生存條件。」
由世界維吾爾代表大會與非聯合國會員國家及民族組織等組織合辦的「東突厥斯坦、西藏、南蒙古；人權、民主、自由——中國新一代領導人面臨的挑戰」學術研討會於2013年3月在瑞士日內瓦舉行，特木其勒圖等強調受壓迫民族團結協作、和平抗爭的重要性。

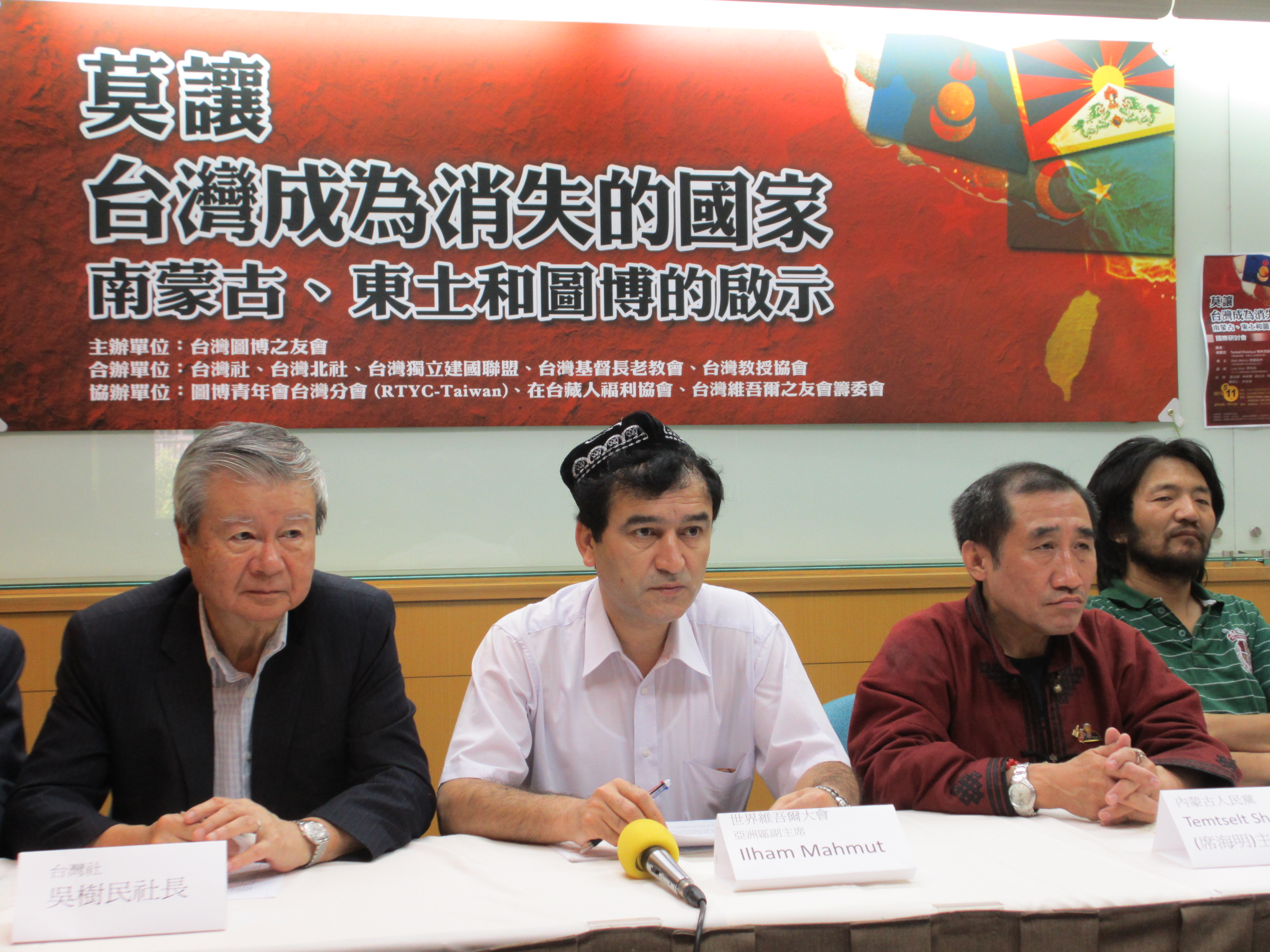
「莫讓台灣成為消失的國家─南蒙古、東土和圖博的啟示」國際研討會會前記者會，台灣社社長吳樹民、世界維吾爾代表大會日本代表依里哈木、特木其勒圖、「9-10-3圖博前政治犯運動組織」副會長李科先（由左至右）

由台灣基督長老教會、台灣教授協會、台灣獨立建國聯盟、台灣社等多個台灣獨立運動社團合辦的「莫讓台灣成為消失的國家─南蒙古、東土和圖博的啟示」國際研討會於2013年5月在臺灣臺北市舉行，包括特木其勒圖在內的流亡代表與會演講並巡迴校園交流。特木其勒圖說：「台灣目前面臨的是統獨問題，而南蒙古現存的則是生存問題」，他說：中共把德國的核廢料運至南蒙古存放，讓許多南蒙古人因喝到核污染水源罹患血癌而死亡，又從南蒙古開採珍貴的稀土與煤礦等破壞生態環境，使南蒙古草原變成沙漠，再讓漢民族大量移民，使南蒙古民族文化快要滅絕，加上高壓統治使許多人絕望而沉默：「一個是生態問題，環境無法修復、毀滅了……中國共產黨在南蒙古搞的是文化上的種族滅絕。」
2013年10月，南蒙古數位代表於加拿大多倫多參加「全球支援中國及亞洲民主化大會」，特木其勒圖表示「中國民主化是解決民族問題的前提條件」。
2015年，内人党召开“党代会”，更改了政党方针为民族自决权，主張五百余万內蒙古人應取得政治投票权，由全体內蒙古人集体表决选择未来道路：
1. 南蒙古全境独立。
2. 在中国主权下民族自治。
3. 割让中国人占多数的南蒙古土地而独立，类似爱尔兰割让北爱尔兰而独立于英国。

席海明在党代会上說：南蒙古是属于每一位南蒙古人的，南蒙古人不应该放弃“自我决定命运”的政治投票权，海内外任何政党及个人都无权擅自代替南蒙古人决定南蒙古的未来，一切抉择必须由五百余万南蒙古人通过集体投票表决来决定我们的未来道路。
2016年11月10日，由特木其勒图领导的内蒙古人民党、蒙古自由联盟党、内蒙古民主党、南蒙古自由民主运动基金、南蒙古青年联盟以及青旗协会等南蒙古人政党和团体共同「南蒙古大呼拉尔议会」。

## 外部連結
- 席海明的Facebook專頁
- SONG OF THE GRASSLANDS （页面存档备份，存于）, NEW TANG DYNASTY TELEVISION INTERVIEW, 2006
- 草原之歌－席海明：天蒼蒼 野茫茫 （页面存档备份，存于）、蒙漢恩仇 （页面存档备份，存于）, 大紀元
- 海外內蒙古分裂組織概況 （页面存档备份，存于）, 南蒙古人權資訊中心
- OVERVIEW OF INNER MONGOLIAN SEPARATIST ORGANIZATIONS ABROAD （页面存档备份，存于）, Southern Mongolian Human Rights Information Center
- Өвөр Монгол Ардын Нам （页面存档备份，存于）, Free South Mongolia
- 內蒙古人民黨